# 格拉尼特羅克鎮區 (明尼蘇達州雷德伍德縣)
格拉尼特羅克鎮區（英語：Granite Rock Township）是位於美國明尼蘇達州雷德伍德縣的一個行政鎮區。

## 歷史
格拉尼特羅克鎮區於1890年成立，得名自當地常見的花崗岩。

## 地方資料
格拉尼特羅克鎮區的面積為94.05平方千米，當中陸地面積為93.96平方千米，而水域面積為0.08平方千米。根據2020年美國人口普查的數據，當地共有人口203人，而人口密度為每平方千米2.16人。